# Веначі (Вашингтон)
Веначі (англ. Wenatchee) — місто (англ. city) в США, в окрузі Шелан штату Вашингтон. Населення — 35 508 осіб (2020).

## Географія
Веначі розташоване за координатами 47°25′32″ пн. ш. 120°19′43″ зх. д. / 47.42556° пн. ш. 120.32861° зх. д. (47.425600, -120.328685).  За даними Бюро перепису населення США в 2010 році місто мало площу 20,82 км², з яких 20,12 км² — суходіл та 0,70 км² — водойми. В 2017 році площа становила 26,50 км², з яких 25,63 км² — суходіл та 0,87 км² — водойми.

### Клімат
| Клімат : Веначі                    | Клімат : Веначі | Клімат : Веначі | Клімат : Веначі | Клімат : Веначі | Клімат : Веначі | Клімат : Веначі | Клімат : Веначі | Клімат : Веначі | Клімат : Веначі | Клімат : Веначі | Клімат : Веначі | Клімат : Веначі | Клімат : Веначі |
| Показник                           | Січ.            | Лют.            | Бер.            | Квіт.           | Трав.           | Черв.           | Лип.            | Серп.           | Вер.            | Жовт.           | Лист.           | Груд.           | Рік             |
| Абсолютний максимум, °C            | 18,3            | 18,9            | 25,6            | 33,9            | 40,0            | 41,7            | 43,3            | 41,1            | 38,3            | 32,2            | 24,4            | 19,4            | 43,3            |
| Середній максимум, °C              | 1,7             | 6,0             | 12,7            | 18,1            | 22,8            | 26,7            | 31,1            | 31,1            | 25,4            | 17,6            | 7,8             | 2,1             | 17,0            |
| Середня температура, °C            | −1,6            | 1,7             | 6,9             | 11,5            | 16,1            | 19,9            | 23,6            | 23,2            | 18,1            | 11,3            | 3,9             | −0,8            | 11,2            |
| Середній мінімум, °C               | −4,9            | −2,6            | 1,1             | 4,9             | 9,2             | 13,1            | 16,1            | 15,7            | 10,7            | 4,9             | 0,1             | −3,8            | 5,4             |
| Абсолютний мінімум, °C             | −27,2           | −27,8           | −15             | −6,7            | −2,8            | 3,9             | 4,4             | 5,0             | −6,1            | −7,2            | −17,8           | −28,3           | −28,3           |
| Норма опадів, мм                   | 34              | 24              | 16              | 13              | 13              | 18              | 8               | 10              | 10              | 12              | 35              | 39              | 232             |
| ---------------------------------- | --------------- | --------------- | --------------- | --------------- | --------------- | --------------- | --------------- | --------------- | --------------- | --------------- | --------------- | --------------- | --------------- |
| Джерело: NOAA (normals, 1971−2000) |                 |                 |                 |                 |                 |                 |                 |                 |                 |                 |                 |                 |                 |

## Демографія
Згідно з переписом 2010 року, у місті мешкало 31 925 осіб у 12 379 домогосподарствах у складі 7721 родини. Густота населення становила 1534 особи/км².  Було 13175 помешкань (633/км²).
Расовий склад населення:
| - 76,7 % — білих - 1,2 % — корінних американців - 1,1 % — азіатів - 0,4 % — чорних або афроамериканців - 0,2 % — вихідців з тихоокеанських островів - 17,3 % — осіб інших рас |

До двох чи більше рас належало 3,1 %. Частка іспаномовних становила 29,4 % від усіх жителів.
За віковим діапазоном населення розподілялося таким чином: 26,1 % — особи молодші 18 років, 58,7 % — особи у віці 18—64 років, 15,2 % — особи у віці 65 років та старші. Медіана віку мешканця становила 35,2 року. На 100 осіб жіночої статі у місті припадало 95,7 чоловіків;  на 100 жінок у віці від 18 років та старших — 93,1 чоловіків також старших 18 років.
Середній дохід на одне домашнє господарство  становив 62 787 доларів США (медіана — 46 865), а середній дохід на одну сім'ю — 73 448 доларів (медіана — 56 561). Медіана доходів становила 40 311 долар для чоловіків та 33 461 долар для жінок. За межею бідності перебувало 14,0 % осіб, у тому числі 18,7 % дітей у віці до 18 років та 9,9 % осіб у віці 65 років та старших.
Цивільне працевлаштоване населення становило 13 777 осіб. Основні галузі зайнятості: освіта, охорона здоров'я та соціальна допомога — 22,2 %, роздрібна торгівля — 13,4 %, мистецтво, розваги та відпочинок — 11,5 %.